# Моринг, Вернер
Вернер Моринг (нем. Werner Moring; 27 октября 1927, Хассельфельде, Саксония-Анхальт — 27 ноября 1995, Хассельфельде, Саксония-Анхальт) — восточногерманский лыжник. Участник зимних Олимпийских игр 1956 года.

## Биография
Вернер Моринг родился 27 октября 1927 года в немецком городе Хассельфельде.
Выступал в соревнованиях по лыжным гонкам за «Форвертс» из Оберхофа.
В 1956 году вошёл в состав Объединённой германской команды на зимних Олимпийских играх в Кортина-дʼАмпеццо. На дистанции 30 км занял 40-е место, показав результат 2 часа 55 секунд и уступив 16 минут 49 секунд завоевавшему золото Вейкко Хакулинену из Финляндии. На дистанции 50 км занял 20-е место с результатом 3:20.32 и уступив 30 минут 5 секунд победителю Сикстену Йернбергу из Швеции.
Впоследствии работал тренером по лыжным гонкам.
Умер 27 ноября 1995 года в Хассельфельде.

## Семья
Дочь — Керстин Моринг (род. 1963), восточногерманская лыжница. Участница зимних Олимпийских игр 1988 года.
Зять — Йохен Пицш (род. 1963), восточногерманский и немецкий саночник. Олимпийский чемпион 1988 года, бронзовый призёр зимних Олимпийских игр 1984 года, четырёхкратный чемпион мира.